# 並木恵美子
並木 恵美子（なみき えみこ、1949年1月27日 - ）は、日本のプロボウリング選手。東京都出身。
ライセンスナンバー5の女子プロ第1期生。通算タイトル36勝。永久A級ライセンス取得者。永久シード権者。フリー。右投げ。

## 来歴
実家は杉並区で酒屋を営んでいて経済的には裕福な方だった。成城学園中学校を卒業後は、四谷の洋裁学校に通いながら花嫁修業をしていた。
ボウリングを始めたきっかけは、友人に誘われて井の頭ボウルに出かけたこと。その時は1ゲーム目87点、2ゲーム目101点のスコアだったがもっと上手くなりたいと思うようになりマイボール・マイシューズを買い揃えてからは毎日のようにボウリング場へ通いゲーム代に月2万円以上費やすほど夢中になった。しかし、自己流でボウリングを続けてもアベレージが150点以上出せなくなり悩んでいたところでフィリピン人男性プロボウラーのセマナと出会う。それから毎日6ゲームずつコーチングを受けアベレージが170点まで伸びた。洋裁学校を卒業後はセマナの勧めで”目黒パークレーン”にて働き始める。当時は女性インストラクターが少なかったこともあり大忙しだったという。この頃にはプロテスト合格基準のアベレージ180点を出せるようになっていた。
その後プロテストを受験したいと家族に伝えたが猛反対されたため師匠のセマナが粘り強く説得し了承を得る。
1969年、第1回プロテストに挑戦しアベレージ186点で5位の成績で合格。並木は当時20歳で最年少合格だった。
ボウリングを始めて約10か月という短期間とボウリング競技の経験も無いままプロ入りしたのは異例であった。
同期の須田開代子・中山律子・石井利枝の ＜花のトリオ＞ より初優勝は遅れたがブームが最盛期になってからの強さは「憎いほど強い」と云われるほどで、ファンからはヒール（悪役）視され、当時”花のトリオ”VSヒール役？並木恵美子の対決構図はファンを大いに沸かせた。
1971年には年間15勝を挙げこの年の獲得賞金が初の1000万円を超えた。（現在の貨幣価値で約6000万円相当）
1971年のNTV杯にてパーフェクトゲームを達成。中山律子に次いで女子プロ2人目の公認パーフェクトゲーム達成者となる。
2003年12月、ある出版社からプロテスト受験時のスコア表が封書で返還されて並木は「夢に向かってまっすぐだったあの頃の、青さと懐かしさで胸がいっぱいになりました」と自身のHPで気持ちを述べた。
2017年、協会創立50周年を記念して創設されたJPBA日本プロボウリング殿堂に選ばれ殿堂入り。
近年はレギュラートーナメントへの出場はしていないもののボウリングの普及・振興のための広報活動やレッスンなど精力的に活動している。

## 人物
運動が得意で駆けっこが速く、卓球も上手かったという。
趣味はゴルフ・スキー。特にゴルフはマイブームというほどである。
愛犬を2匹飼っている。
座右の銘は「心・技・体」。
好きな季節は「秋」。
好きな食べ物は「おいしいもの」。
愛車は最終型のトヨタ・セリカ。すでに絶版になっていたが何とか見つけてもらい今の愛車と巡り合った。
左ハンドル車は苦手なのと整備性を考えてもっぱら国産車に乗っている。
好きな音楽アーティストはエンヤ、スティービー・ワンダー、エリック・クラプトン、ライオネル・リッチー、など洋楽を好む。
プロデビュー当初からユニフォームの背中の刺繍は、吉田豊に依頼していた。
夢はボウリングブームの再来。いつかあの一大ブームを呼び戻したいと思っている。

## 主な成績
- 全日本女子プロボウリング選手権大会 優勝3回（第2回・3回・6回）[1]
- クィーンズカップ 優勝3回（第8回・9回・10回）[1]
- 報知オールスター 優勝1回（第9回）[1]

他
- 通算36勝[1]女子歴代3位
- 通算アベレージ、195.21、公認パーフェクト3回。800シリーズ1回
- 1972年8月3日の東日本月例競技会（神奈中戸塚ボウル）にてハイシリース3（800シリーズ）で843ピン（254・289・300）を打ちJPBA公認最高記録を達成。この記録は未だ破られていない。

## テレビ番組
- ザ・スターボウリング（テレビ東京）